# Canton de Brest-3
Le canton de Brest-3 est une circonscription électorale française du département du Finistère.

## Histoire
- Créé au XIXe siècle, le canton de Brest-III est modifié par décret du 23 juillet 1973 réorganisant les cantons de Brest[1].

- De 1833 à 1848, les cantons de Brest-2 et de Brest-3 avaient le même conseiller général. Le nombre de conseillers généraux était limité à 30 par département[4].

- Le décret du 27 février 1991 supprime le canton de Brest-III ; son territoire correspond au nouveau Brest-Centre[2].

- Un nouveau découpage territorial du Finistère entre en vigueur à l'occasion des élections départementales de mars 2015, défini par le décret du 13 février 2014[3], en application des lois du 17 mai 2013 (loi organique 2013-402 et loi 2013-403)[5]. Les conseillers départementaux sont, à compter de ces élections, élus au scrutin majoritaire binominal mixte. Les électeurs de chaque canton élisent au Conseil départemental, nouvelle appellation du Conseil général, deux membres de sexe différent, qui se présentent en binôme de candidats. Les conseillers départementaux sont élus pour 6 ans au scrutin binominal majoritaire à deux tours, l'accès au second tour nécessitant 12,5 % des inscrits au 1er tour. En outre la totalité des conseillers départementaux est renouvelée. Ce nouveau mode de scrutin nécessite un redécoupage des cantons dont le nombre est divisé par deux avec arrondi à l'unité impaire supérieure si ce nombre n'est pas entier impair, assorti de conditions de seuils minimaux[6]. Dans le Finistère, le nombre de cantons passe ainsi de 54 à 27. Le canton de Brest-3 est recréé par ce décret.

Le canton est entièrement inclus dans l'arrondissement de Brest. Le bureau centralisateur est situé à Brest.

## Représentation

### Conseillers d'arrondissement (de 1833 à 1940)
| Période                                  | Période      | Identité                                 | Étiquette                | Qualité |
| ---------------------------------------- | ------------ | ---------------------------------------- | ------------------------ | --- |
| 1833                                     | 1842         | Augustin Pierre de Bourgues (1779-1849)  |                          | Médecin de la Marine, adjoint au maire de Brest                                                             |
| 1842                                     | 1845         | René de Bergevin                         |                          | Commissaire de marine à Brest                                                                               |
|                                          |              |                                          |                          | |
| 1848                                     | 1849 (décès) | Augustin Pierre de Bourgues              |                          | Adjoint au maire de Brest                                                                                   |
|                                          |              |                                          |                          | |
| 1871                                     |              | Louis Delobeau                           |                          | Avoué, conseiller municipal de Recouvrance                                                                  |
|                                          |              |                                          |                          | |
| av.1885                                  |              | Laurent-Maximien David                   |                          | Notaire, suppléant du juge de paix                                                                          |
|                                          |              |                                          |                          | |
| 1877                                     | 1888 (décès) | Robert Tindal Cyrille Gestin (1832-1888) |                          | Médecin, maire de Saint-Pierre-Quilbignon (1881-1888), conseiller général                                   |
| 1888                                     | 1889         | M. Porquet                               |                          | Conseiller municipal de Brest                                                                               |
| 1889                                     | 1893         | Gustave Castel                           | Républicain              | Négociant à Recouvrance                                                                                     |
| 1893                                     | 1919         | Louis Gestin                             | Républicain progressiste | Cultivateur, premier adjoint au maire de Saint-Pierre                                                       |
| 1919                                     | 1931         | Jean Julien (1874-1957)                  | SFIO                     | Instituteur puis directeur d'école Conseiller municipal de Saint-Pierre-Quilbignon (1912-1925)              |
| 1931                                     | 1940         | Joseph Cévaër (?-1944)                   | SFIO                     | Propriétaire à Kerbonne, Saint-Pierre-Quilbignon                                                            |
| 1940                                     |              |                                          |                          | Les conseils d'arrondissement ont été suspendus par la loi du 12 octobre 1940 et n'ont jamais été réactivés |
| Les données manquantes sont à compléter. |              |                                          |                          | |

### Conseillers généraux de 1833 à 1973
| Période                                  | Période                   | Identité                               | Étiquette     | Qualité |
| ---------------------------------------- | ------------------------- | -------------------------------------- | ------------- | --- |
| 1833                                     | 1848                      | voir Canton de Brest-2                 |               | |
| 1848                                     | 1852                      | Jean Robert René de Rodellec du Porzic |               | Propriétaire à Saint-Pierre, ancien Sous-Préfet de l'Arrondissement de Châteaulin |
| 1852                                     | 1866 (décès)              | Luc Delalun                            |               | Capitaine de vaisseau retraité, adjoint au maire de Brest |
| 1867                                     | 1871                      | Joseph Tritschler                      |               | Ingénieur civil, conseiller municipal de Brest |
| 1871                                     | 1877                      | Robert Gestin                          | Républicain   | Médecin en chef de la Marine, Brest |
|                                          |                           |                                        |               | |
| 1892                                     | 1893 (démission)          | Paul Réveillère (1829-1908)            | Républicain   | Contre-amiral, journaliste, écrivain, propriétaire à Brest |
| 1893                                     | 1900                      | Gustave Castel                         | Républicain   | Négociant à Recouvrance Conseiller d'arrondissement |
| 1900                                     | 1910                      | Louis Allain                           | Radical       | Médecin à Brest |
| 1910                                     | 1934                      | Jules Hippolyte Masson                 | SFIO          | Commis des postes et télégraphes, député (1919-1936), sénateur (1946-1955), conseiller municipal de Brest |
| 1934                                     | 1941 (démission d'office) | Jean Julien (1874-1957)                | SFIO          | Instituteur puis directeur d'école Conseiller municipal de Saint-Pierre-Quilbignon (1912-1925) Conseiller d'arrondissement, Brest (1925-1934) Conseiller municipal (1935-1941) de Brest Révoqué par le Gouvernement de Vichy en 1941 |
|                                          |                           |                                        |               | |
| 1945                                     | 1949                      | Jean Julien                            | SFIO          | Instituteur puis directeur d’école Maire-adjoint (1945-1947) de Brest, ancien conseiller d'arrondissement |
| 1949                                     | 1955                      | Alfred Chupin                          | RPF puis UDSR | Ingénieur, chef d'entreprise Maire de Brest (1947-1953) |
| 1955                                     | 1961                      | Yves Eusen                             | CNI           | Médecin à Brest |
| 1961                                     | 1973                      | Louis Marc (1924-2006)                 | CNI puis RI   | Chef d'entreprises Adjoint au maire de Brest (quartier de Saint-Pierre) |
| Les données manquantes sont à compléter. |                           |                                        |               | |

### Conseillers généraux de 1973 à 1991
| Période | Période | Identité           | Étiquette    | Qualité                                                                                 |
| ------- | ------- | ------------------ | ------------ | --------------------------------------------------------------------------------------- |
| 1973    | 1988    | Michel de Bennetot | UDR puis RPR | Ingénieur Député (1968-1978) Ancien conseiller général du Canton de Brest-1 (1970-1973) |
| 1988    | 1991    | Yannick Marzin     | UDF          | Pharmacien Député suppléant (2002-2007) Elu en 1991 dans le Canton de Brest-Centre      |

1991 à 2015 : voir canton de Brest-Centre.

### Conseillers départementaux depuis 2015
| Période élective | Période élective | Mandat | Mandat   | Identité            | Nuance | Nuance | Qualité |
| ---------------- | ---------------- | ------ | -------- | ------------------- | ------ | ------ | --- |
| 2015             | 2021             | 2015   | 2021     | Florence Cann       |        | PS     | Infirmière de bloc, conseillère municipale de Plouzané Déléguée à la vie collégienne |
| 2015             | 2021             | 2015   | 2021     | Marc Labbey         |        | PS     | Ingénieur, ancien conseiller régional, vice-président, Président de la commission solidarités, enfance, famille ,ancien conseiller général du Canton de Brest-Saint-Marc, adjoint au maire de Brest (1989-2014) |
| 2021             | 2028             | 2021   | en cours | Yves Du Buit        |        | HOR    | Maire de Plouzané, ex-UDI, membre d'Horizons |
| 2021             | 2028             | 2021   | en cours | Emmanuelle Tournier |        | LREM   | Conseillère municipale de Brest 11ème Vice-Présidente du conseil départemental |

### Résultats détaillés

#### Élections de mars 2015
À l'issue du 1er tour des élections départementales de 2015, deux binômes sont en ballottage : Florence Cann et Marc Labbey (PS, 31,66 %) et Maxime Bailliache et Michèle Languille (FN, 18,41 %). Le taux de participation est de 46,1 % (10 609 votants sur 23 012 inscrits) contre 51,11 % au niveau départementalet 50,17 % au niveau national.
Au second tour, Florence Cann et Marc Labbey (PS) sont élus avec 70,63 % des suffrages exprimés et un taux de participation de 46,04 % (6 534 voix pour 10 594 votants et 23 012 inscrits).

#### Élections de juin 2021
Le premier tour des élections départementales de 2021 est marqué par un très faible taux de participation (33,26 % au niveau national). Dans le canton de Brest-3, ce taux de participation est de 31,16 % (7 311 votants sur 23 461 inscrits) contre 35,55 % au niveau départemental. À l'issue de ce premier tour, deux binômes sont en ballottage : Yves Du Buit et Emmanuelle Tournier (Union au centre, 29,57 %) et Florence Cann et Marc Labbey (Union à gauche, 27,41 %).
Le second tour des élections est marqué une nouvelle fois par une abstention massive équivalente au premier tour. Les taux de participation sont de 34,36 % au niveau national, 36,76 % dans le département et 32,5 % dans le canton de Brest-3. Yves Du Buit et Emmanuelle Tournier (Union au centre) sont élus avec 50,04 % des suffrages exprimés (3 489 voix pour 7 630 votants et 23 474 inscrits),,.

## Composition

### Composition de 1973 à 1991
À la suite du redécoupage de 1973, le canton de Brest-III est composé de la portion de territoire de la ville de Brest déterminée par les voies ci-après : rive de la rade dans l'axe de la rue P.-Semard, rue P.-Semard (du bassin du Tritschler à la rue L.-Le Guen côté Ouest), rue L.-Le Guen (côté impair), boulevard Gambetta (partie sans numéro ni construction donnant sur la gare), rue Richelieu (du numéro 1 au numéro 89), rue Saint-Marc (du numéro 1 au numéro 9), rue Kerfautras (du numéro 2 au numéro 48), rue Bruat (du numéro 47-47 bis au numéro 49), rue Arago (du numéro 1 au numéro 15), rue Paul-Masson (du numéro 1 au numéro 35), rue Mathieu-Donnard (du numéro 10 au numéro 42), rue Paul-Doumer (du numéro 1 au numéro 41), place Albert-Ier (du numéro 30 au numéro 44), rue du Moulin-à-Poudre (côté Sud-Est), rue Portzmoguer (côté Sud-Est), la rivière Penfeld (à la verticale et à l'aval du pont de l'Harteloire) et axe de la rivière Penfeld (jusqu'à la rade), au Sud rivage de la rade.

### Composition depuis 2015
| Nom                           | Code Insee | Intercommunalité | Superficie (km2) | Population (dernière pop. légale)                 | Densité (hab./km2) | Modifier                                    |
| ----------------------------- | ---------- | ---------------- | ---------------- | ------------------------------------------------- | ------------------ | ------------------------------------------- |
| Brest (bureau centralisateur) | 29019      | Brest Métropole  | 49,51            | Fraction : 18 673 (2022) Commune : 140 993 (2022) | 2 848              | modifier les données · modifier les données |
| Plouzané                      | 29212      | Brest Métropole  | 33,14            | 13 437 (2022)                                     | 405                | modifier les données · modifier les données |
| Canton de Brest-3             | 2903       |                  |                  | 32 110 (2022)                                     |                    | modifier les données                        |

Le canton de Brest-3 comprend désormais :
1. une commune entière (Plouzané),
2. la partie de la commune de Brest située à l'ouest d'une ligne définie par l'axe des voies et limites suivantes : à partir de la limite territoriale de la commune de Guilers, route départementale 105, boulevard Tanguy-Prigent, avenue de Tallinn, rue de Guilers, rue du 19-Mars-1962, rue de Roscanvel, place de Roscanvel, rue Cosmao-Prétôt, rue Cosmao-Dumanoir, rue Mesny, rue Anatole-France, rue de Kerbonne, rue d'Alsace-Lorraine, rue du Docteur-Gestin, rue de l'Amiral-Nicol et son prolongement en ligne droite jusqu'au littoral, ce qui correspond au quartier Saint-Pierre.

## Démographie
En 2022, le canton comptait 32 110 habitants, en évolution de +1,63 % par rapport à 2016 (Finistère : +2,16 %, France hors Mayotte : +2,11 %).
| 2013   | 2018   | 2022   |
| ------ | ------ | ------ |
| 30 816 | 31 747 | 32 110 |